# Wasco, Kalifornien
Wasco är en stad (city) i Kern County, i delstaten Kalifornien, USA. Enligt United States Census Bureau har staden en folkmängd på 25 930 invånare (2011) och en landarea på 24,4 km².
I den västra delen av staden ligger det delstatliga fängelset Wasco State Prison.